# White Sands
Pour les articles homonymes, voir White Sands (homonymie).

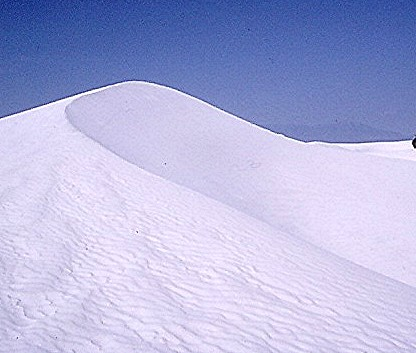
Dunes de gypse dans le désert des White Sands, au Nouveau-Mexique, aux États-Unis.

White Sands est un désert de sable blanc (gypse) du Nouveau-Mexique, à l’ouest des États-Unis.
Située dans le bassin de Tularosa, entourée de montagnes, la cuvette de White Sands abrite le plus grand désert de gypse du monde. Le sable poussé par le vent forme des dunes brillantes, particulièrement appréciées des photographes.

## Fiche d’identité
- Localisation : Nouveau-Mexique, au nord du désert de Chihuahua.
- Altitude du bassin : 1 200 mètres.
- Superficie : 715 km2 soit la moitié des surfaces dunaires.
- Précipitations à Socorro : 230 mm / an ; 15 cm de neige l’hiver.
- Température la plus basse enregistrée : −32 °C.
- Vent fort de février à mars.
- Végétation : acacias, créosotiers, armoises, mesquites, yuccas, agaves et cactus-baril.
- Faune : lièvres (jack-rabbit), lapins (cottontail), renards, coyotes, daims, roadrunners, urubu à tête rouge (ou buzzard-dindon — en anglais : turkey-vulture), serpents à sonnette (rattlesnake) et tarentules[1].

## Géologie

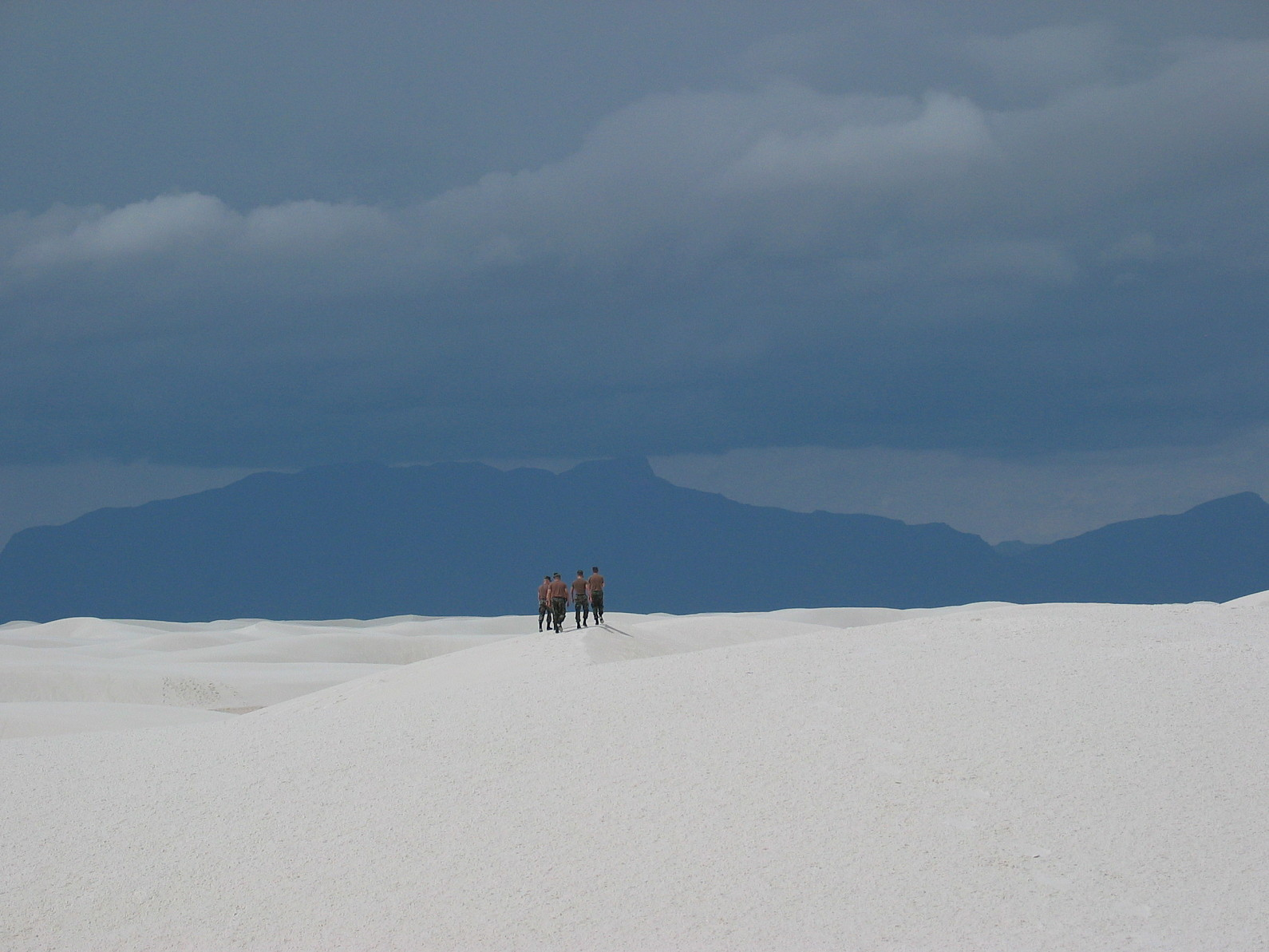
Dunes de sable blanc, White Sands National Monument.

Le gypse qui forme le désert de White Sands s'est déposé au fond d'une lagune peu profonde qui couvrait cette surface il y a 250 millions d'années. Avec la formation des montagnes Rocheuses, les dépôts de gypse ont été surélevés en un dôme qui s'est affaissé pour former le Bassin de Tularosa (en). Les pentes du dôme d'origine forment à présent les chaînes de montagnes San Andres (Pic Salinas (en), 2 700 mètres) et de Sacramento (plus de 3 600 mètres d'altitude, station de ski) qui entourent le bassin.

### Du sable peu commun
En général, le gypse minéral ordinaire, (CaSO4•2H2O), ne se trouve pas sous la forme de grains de sable parce qu'il est soluble dans l'eau. Ici, la pluie et la neige qui sont tombés sur les montagnes environnantes ont dissous le gypse, l'ont  séparé et l'ont déposé dans le Bassin de Tularosa. Ce bassin forma  donc une sorte de piège pour les eaux ainsi que pour le gypse et les autres sédiments qu'il contenait.

### Le lac Lucero
Le lac Lucero se trouve dans une région endoréique, où les précipitations ruissellent dans le bassin sans trouver de débouché vers une mer ou un océan. Elles forment parfois un lac : quand cette eau s'évapore, le gypse dissous se dépose à la surface (sélénite). Les plus grandes quantités de gypse ont été déposées pendant la période glaciaire quand un lac de plus grande proportion, le lac Otero, recouvrait la majeure partie du bassin. Les éléments naturels (sécheresse, gel, pluies) érodent les dépôts et les transforment en petites particules que le vent emporte : telle est l’origine des dunes de gypse blanc.

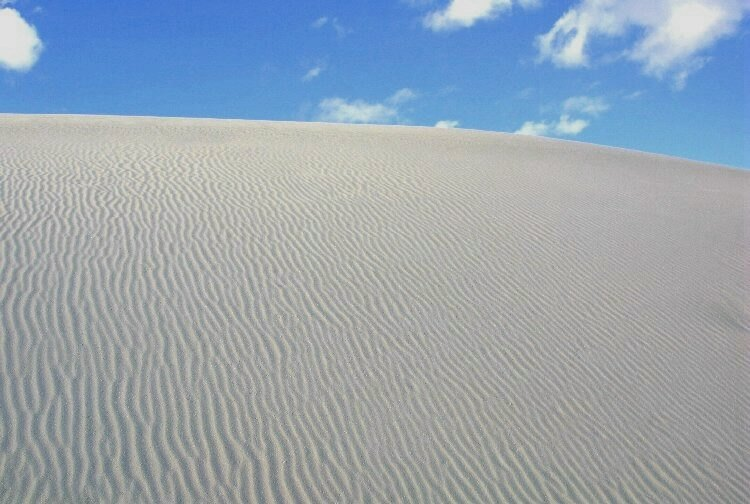
White Sands.

On connaît quatre types de dunes de sable blanc :
- Dunes en dômes.
- Dunes en forme de croissant (barkhanes).
- Dunes transversales.
- Dunes paraboliques.

## Plantes et animaux
- Les contraintes naturelles sont très fortes : avancée du sable (jusqu’à 6 mètres par an), aridité… Les yuccas se sont bien adaptés : ils allongent leur tronc afin de rester toujours au-dessus de la dune (croissance de 30 cm par an). Certains buissons produisent une souche qui les surélève pour sortir du sable (skunkbush).
- Comme dans d'autres déserts, la plus grande partie des animaux sortent à la tombée de la nuit. Le matin on peut voir les empreintes des rongeurs, lapins, renards, coyotes, porcs-épics et autres animaux nocturnes. Les lézards, les scarabées et les oiseaux sont actifs pendant la journée et on peut les observer en différents endroits. Quelques espèces d'animaux utilisent le camouflage blanc dans les dunes (lézards, insectes).

## Les terrains militaires de White Sands
Ils se trouvent autour du parc national des White Sands depuis la Seconde Guerre mondiale. C’est ici que l’on teste les nouveaux armements (première bombe atomique à Alamogordo, White Sands Missile Range pour les tirs de missiles) et les nouvelles technologies spatiales : terrain d’atterrissage de la navette spatiale (utilisé lors de la mission STS-3). Les routes à proximité de White Sands peuvent être fermées au public pendant les expérimentations, pour des raisons de sécurité.
La base de lancement de White Sands est un lieu d'exploitation de la technologie des V2 après la fin du conflit mondial, avec des tirs d'essais de ce missile. Par ailleurs, les fusées-sondes Bumper, composées d'un V2 modifié surmonté d'une fusée WAC Corporal, servent pour des tests technologiques et pour l'étude de la haute atmosphère.